# Peter Richards

a Compétitions nationales et continentales officielles uniquement.

b Matchs officiels uniquement.
Dernière mise à jour le 26 janvier 2017.
Peter Charles Richards, né le 10 mars 1978 à Portsmouth (Angleterre), est un joueur de rugby à XV anglais. Il compte 13 sélections en équipe d'Angleterre, évoluant au poste de demi de mêlée. 

## Carrière

### En club
- 1996-1999 : London Irish
- 1999-2001 : Harlequins
- 2001-2002 : Benetton Trévise
- 2002-2003 : Bristol Rugby
- 2003-2005 : London Wasps
- 2005-2007 : Gloucester RFC
- 2007-2010 : London Irish

### En équipe nationale
Il a honoré sa première cape internationale en équipe d'Angleterre le 11 juin 2006 contre l'équipe d'Australie. 

## Palmarès

### En club
- Champion d'Angleterre :  2004, 2005
- Vainqueur de la coupe d'Europe : 2004
- Vainqueur du challenge européen : 2006

### En équipe nationale
- 13 sélections en équipe d'Angleterre depuis 2006
- Sélections par année : 6 en 2006, 6 en 2007, 1 en 2008

En Coupe du monde :
- 2007 : vice-champion du monde, 6 sélections en tant que remplaçant entré en cours de jeu (États-Unis, Afrique du Sud, Tonga, Australie, France, Afrique du Sud)